# Agustín de Montiano y Luyando
Agustín Gabriel de Montiano y Luyando (Valladolid, 28 de febrer de 1697 – ibídem, 1 de novembre de 1764) va ser un historiador, crític i dramaturg espanyol pertanyent al Neoclassicisme, primer director de la Reial Acadèmia de la Història.

## Biografia
Secretari de la cambra de Gracia i Justícia i secretari d'Estat de Felipe V, va ser amic i mentor de Nicolás Fernández de Moratín, protector del seu nebot Eugenio de Llaguno y Amírola i col·laborador del pare Martín Sarmiento, així com fundador i secretari de la Academia del Buen Gusto (1749 a 1751), emparada per la Comtessa de Lemos, que va consagrar l'estil rococó i va introduir el Neoclassicisme.
Va fundar la Reial Acadèmia de la Història (1735) i va ser el seu primer director (1738). Allí va proposar treballar en un Diccionario histórico-crítico de España per bandejar "les ficcions de les rondalles" i que als esdeveniments se'ls donés "la més exacta cronologia" amb les "necessàries notícies geogràfiques antigues i modernes". Els acadèmics, segons la proposta feta per Montiano en 1735, van formar un pla en diverses seccions o matèries: geografia, origen d'Espanya, successió i història dels seus reis, costums, lleis, rendes reials, comerç, homes il·lustres i altres més que permetessin compendiar tot el saber sobre el passat, després de sotmetre-ho a revisió científica, per separar la veritat de la falsedat; així, els acadèmics pensaven contribuir al fet que es bandegessin "les rondalles introduïdes per la ignorància o per la malícia". Amb el temps aquest projecte es va restringir i els acadèmics es van dedicar a la formació d'un Diccionario geográfico de España que, malgrat la gran obstinació de Pedro Rodríguez de Campomanes mentre va ser director entre 1764 i 1797, només va aconseguir publicar dos toms el 1802 corresponents a les tres províncies basques i a Navarra.
Montiano també fou membre, com el seu jove amic i deixeble Nicolás Fernández de Moratín, de l'Acadèmia de l'Arcàdia de Roma sota el nom de Leghinto Dulichio. Amic també d'Ignacio de Luzán, teoritzà sobre el teatre neoclàssic en dos discursos que van ser traduïts al francès (Dissertation sur les tragedies espagnoles traduites del'espagnol par M. d'Hermilly; A Paris: chez J.F. Quillau, 1754) i tinguts en compte per Gotthold Ephraim Lessing en el seu Werke (1794).
A causa de la seva excessiva preocupació per l'ordre i les regles és incapaç d'apreciar el valor dels clàssics espanyols, arribant, en l'"Aprovació" que escriu a l'edició del Quixot de Avellaneda, a considerar aquesta novel·la molt superior a la de Cervantes: «Cap home judiciós fallarà en pro de Cervantes si formés l'acarament de les dues segones parts».
En el Discurso sobre las tragedias españolas (1750) que precedeix a la seva tragèdia Virginia va fer la història d'aquest gènere dramàtic a Espanya; Virginia tracta sobre l'abús del poderós Claudio sobre la suposada esclava Virginia, el pare de la qual prefereix sacrificar-la abans que deixar-la en mans del tirà.
En un segon Discurso segundo sobre las tragedias españolas (1753) que precedeix a la seva tragèdia Ataúlfo va tractar sobre problemes d'escenificació i declamació i va editar per primera vegada la partida de baptisme de Miguel de Cervantes a Alcalá de Henares. La tragèdia tracta sobre Ataülf i la seva esposa Gal·la Placídia, víctimes dels plans ordits contra ell pels seus enemics. Aquests discursos van suscitar certa polèmica i hi va escriure contra ells un tal Jaime Doms, i Montiano fou defensat per un tal Domingo de Guevara en el seu Examen: el más crítico y gracioso que hasta ahora han hecho los mejores escritores de la carta escrita por Jayme Doms, contra el discurso sobre las tragedias españolas, y la Virginia del señor Don Agustin de Montiano y Luyando Madrid: per Joseph Herrera, 1789.
Juntament amb Ignacio de Luzán, Pedro Estala, i Leandro Fernández de Moratín, Agustín Montiano és un dels principals teoritzadors sobre el gènere dramàtic del segle xviii espanyol; es va fixar més en el teatre humanístic tràgic del segle xvi que en el del Segle d'Or, encara que al·ludeix a la intensitat dels efectes dramàtics de Lope de Vega, Luis Vélez de Guevara i altres autors. i amb la seva presència pot considerar-se el neoclassicisme com una realitat en la vida literària espanyola; les seves comèdies se sotmeten a les tres unitats, però manquen d'interès escènic, no van arribar a representar-se i són defectuoses en la seva versificació. Més endavant sembla que va canviar l'orientació del seu gust, perquè diu: «Jo vaig seguir en un altre temps l'opinió dels francesos, però vaig abraçar després l'anglesa». Marcelino Menéndez Pelayo va estimar que aquesta declaració havia de referir-se al teatre de Joseph Addison i John Dryden, i no al teatre de Shakespeare. En 1754 va ser escollit consiliari de la Reial Acadèmia de Belles arts de Sant Ferran.

## Obres
- La lira de Orfeo, 1719.
- Cotejo de la conducta de S. M. con la del rey británico.
- Discurso sobre las tragedias españolas Madrid: en la Imprenta del Mercurio, por Joseph de Orga, 1750 (el I) e íd. 1753 (el II), precediendo a sus tragedias:
- Ataúlfo (1750), tragedia.
- Virginia (1753), tragedia.
- Égloga de Lisardo y Palemón
- Octavas a San Estanislao de Kostka.
- Basta copia de las festivas demostraciones, con que la fidelissima ciudad de Palma y sus nobles patricios han celebrado la feliz proclamación de nuestro amado Rey Don Luis Palma: por Pedro Antonio Capò Imp., s. a.
- El robo de Dina Madrid: por Alonso Balvás, 1727
- Elogio histórico del Doctor D. Blas Antonio Nassarre y Ferriz, académico de la Real Academia Española... hecho de orden de la misma Real Academia, y leydo en su Junta de 4 de agosto de 1751 Madrid: en la Imprenta del Mercurio por Joseph de Orga, s. a.